# Iphitrachelus canadensis
Iphitrachelus canadensis är en stekelart som beskrevs av Lubomir Masner 1976. Iphitrachelus canadensis ingår i släktet Iphitrachelus och familjen gallmyggesteklar. Inga underarter finns listade i Catalogue of Life.